# Sporting Club Albigeois
L'Sporting Club Albigeois és un club de rugbi francès amb seu a Albi que juga al Pro D2.